# Campeonato Argentino de Futebol de 2022 – Segunda Divisão
A Segunda Divisão do Campeonato Argentino de Futebol de 2022, também conhecida como Primera Nacional de 2022 ou Primera "B" Nacional de 2022, foi a 38.ª edição da Primera Nacional (antiga Primera B Nacional), campeonato de clubes equivalente à segunda divisão profissional do futebol argentino (a 4.ª com o nome de Primera Nacional). O certame foi organizado pela Associação do Futebol Argentino (AFA), entidade máxima do futebol na Argentina, começou em 11 de fevereiro de 2022 e terminou em 19 de novembro de 2022. A competição foi disputada por 37 equipes: 33 delas que permaneceram da temporada de 2021, dois da Primera B e dois do Torneo Federal A.
O título foi definido com duas rodadas de antecedência, com o Belgrano de Córdoba sagrando-se campeão, sua primeira conquista na segunda divisão, ao vencer o Brown de Adrogué por 3–2 de virada no estádio San Nicolás de los Arroyos, em uma partida válida pela 35ª rodada. Além do título, o "Pirata" (apelido carinho do clube) também obteve o tão sonhado acesso à Liga Profissional.

## Regulamento
As 37 equipes jogarão o torneio no sistema de todos contra todos, com só um enfrentamento. O campeão obtém o acesso para a Primera División.
O segundo acesso será definido por meio de um torneio reduzido no estilo mata-mata, com partida única, em que participará as equipes colocadas entre o segundo e o décimo-terceiro lugar na tabela final de posições.
Serão rebaixados à terceira categoria as duas equipes que ocuparem os últimos lugares na tabela final de posições.
As equipes que terminarem no top 15 ao final do torneio estão classificadas para os Trinta-e-dois-avos-de-final da Copa Argentina de 2023.

## Participantes
| Equipe                  | Cidade                | Província           | Estádio (mando)                       | Capacidade |
| ----------------------- | --------------------- | ------------------- | ------------------------------------- | ---------- |
| Agropecuario Argentino  | Carlos Casares        | Buenos Aires        | Ofelia Rosenzuaig                     | 5 00000    |
| All Boys                | Buenos Aires          | Cidade Autônoma     | Islas Malvinas                        | 16 50000   |
| Almagro                 | José Ingenieros       | Buenos Aires        | Tres de Febrero                       | 21 00000   |
| Almirante Brown         | Isidro Casanova       | Buenos Aires        | Fragata Presidente Sarmiento          | 27 61000   |
| Alvarado                | Mar del Plata         | Buenos Aires        | José María Minella                    | 35 35400   |
| Atlanta                 | Buenos Aires          | Cidade Autônoma     | Don León Kolbowsky                    | 18 00000   |
| Atlético de Rafaela     | Rafaela               | Santa Fe            | Nuevo Monumental                      | 16 00000   |
| Belgrano                | Córdoba               | Córdoba             | Julio César Villagra                  | 29 57600   |
| Brown                   | Adrogué               | Buenos Aires        | Lorenzo Arandilla                     | 45 00000   |
| Chacarita Juniors       | Buenos Aires          | Cidade Autônoma     | Chacarita Juniors                     | 26 53000   |
| Chaco For Ever          | Resistência (Chaco)   | Chaco               | Estádio Juan Alberto García           | 25 00000   |
| Defensores de Belgrano  | Buenos Aires          | Cidade Autônoma     | Juan Pasquale                         | 8 30000    |
| Deportivo Madryn        | Puerto Madryn         | Chubut              | Estadio Abel Sastre                   | 8 00000    |
| Deportivo Maipú         | Maipú                 | Mendoza             | Cruzado                               | 9 50000    |
| Deportivo Morón         | Morón                 | Buenos Aires        | Nuevo Francisco Urbano                | 32 00000   |
| Deportivo Riestra       | Buenos Aires          | Cidade Autônoma     | Guillermo Laza                        | 3 00000    |
| Estudiantes (BA)        | Caseros               | Buenos Aires        | Ciudad de Caseros                     | 16 74000   |
| Estudiantes (RC)        | Río Cuarto            | Córdoba             | Estádio de Río Cuarto Antonio Candini | 11 00000   |
| Ferro Carril Oeste      | Buenos Aires          | Cidade Autônoma     | Arquitecto Ricardo Etcheverry         | 24 44200   |
| Flandria                | José María Jáuregui   | Cidade Autônoma     | Carlos V                              | 5 00000    |
| Gimnasia y Esgrima (J)  | San Salvador de Jujuy | Jujuy               | 23 de Agosto                          | 23 00000   |
| Gimnasia y Esgrima (M)  | Mendoza               | Mendoza             | Víctor Antonio Legrotaglie            | 11 50000   |
| Güemes                  | Santiago del Estero   | Santiago del Estero | Arturo Miranda                        | 2 00000    |
| Guillermo Brown         | Puerto Madryn         | Chubut              | Raúl Conti                            | 8 50000    |
| Independiente Rivadavia | Mendoza               | Mendoza             | Bautista Gargantini                   | 20 00000   |
| Instituto               | Córdoba               | Córdoba             | Juan Domingo Perón                    | 26 53500   |
| Mitre                   | Santiago del Estero   | Santiago del Estero | Doctores José y Antonio Castiglione   | 10 50000   |
| Nueva Chicago           | Buenos Aires          | Cidade Autônoma     | República de Mataderos                | 29 00000   |
| Quilmes                 | Quilmes               | Buenos Aires        | Centenario Ciudad de Quilmes          | 30 20000   |
| Sacachispas             | Buenos Aires          | Cidade Autônoma     | Estadio Roberto Larrosa               | 4 00000    |
| San Martín (SJ)         | San Juan              | San Juan            | Hilario Sánchez                       | 19 00000   |
| San Martín (T)          | San Miguel de Tucumán | Tucumán             | La Ciudadela                          | 20 00000   |
| San Telmo               | Dock Sud              | Buenos Aires        | Dr. Osvaldo Baletto                   | 7 50000    |
| Santamarina             | Tandil                | Buenos Aires        | Municipal General San Martín          | 8 76200    |
| Temperley               | Turdera               | Buenos Aires        | Alfredo Beranger                      | 19 50000   |
| Tristán Suárez          | Tristán Suárez        | Buenos Aires        | 20 de Octubre                         | 13 50000   |
| Villa Dálmine           | Campana               | Buenos Aires        | El Coliseo de Mitre y Puccini         | 12 00000   |

## Temporada Regular
| Pos | Equipe                  | Pts | J  | V  | E  | D  | GP | GC | SG  | Classificação                                                                     |
| --- | ----------------------- | --- | -- | -- | -- | -- | -- | -- | --- | --------------------------------------------------------------------------------- |
| 1   | Belgrano                | 79  | 36 | 24 | 7  | 5  | 48 | 23 | +25 | Campeão; Promovido para a Liga Profissional e para Copa Argentina                 |
| 2   | Instituto               | 68  | 36 | 19 | 11 | 6  | 47 | 23 | +24 | Classificado para as semifinais do Torneo Reducido e para a Copa Argentina        |
| 3   | San Martín (T)          | 66  | 36 | 17 | 15 | 4  | 45 | 21 | +24 | Classificado para as quartas de final do Torneo Reducido e para a Copa Argentina  |
| 4   | Gimnasia y Esgrima (M)  | 64  | 36 | 17 | 13 | 6  | 41 | 20 | +21 | Classificados para as oitavas de final do Torneo Reducido e para a Copa Argentina |
| 5   | All Boys                | 60  | 36 | 15 | 15 | 6  | 45 | 33 | +12 | Classificados para as oitavas de final do Torneo Reducido e para a Copa Argentina |
| 6   | Estudiantes (RC)        | 58  | 36 | 14 | 16 | 6  | 39 | 29 | +10 | Classificados para as oitavas de final do Torneo Reducido e para a Copa Argentina |
| 7   | Estudiantes (BA)        | 57  | 36 | 16 | 9  | 11 | 33 | 27 | +6  | Classificados para as oitavas de final do Torneo Reducido e para a Copa Argentina |
| 8   | Almagro                 | 57  | 36 | 16 | 9  | 11 | 35 | 33 | +2  | Classificados para as oitavas de final do Torneo Reducido e para a Copa Argentina |
| 9   | Independiente Rivadavia | 56  | 36 | 15 | 11 | 10 | 45 | 34 | +11 | Classificados para as oitavas de final do Torneo Reducido e para a Copa Argentina |
| 10  | Chaco For Ever          | 55  | 36 | 13 | 16 | 7  | 38 | 28 | +10 | Classificados para as oitavas de final do Torneo Reducido e para a Copa Argentina |
| 11  | Deportivo Riestra       | 54  | 36 | 12 | 18 | 6  | 34 | 26 | +8  | Classificados para as oitavas de final do Torneo Reducido e para a Copa Argentina |
| 12  | Defensores de Belgrano  | 54  | 36 | 13 | 15 | 8  | 37 | 30 | +7  | Classificados para as oitavas de final do Torneo Reducido e para a Copa Argentina |
| 13  | Deportivo Morón         | 53  | 36 | 12 | 17 | 7  | 31 | 21 | +10 | Classificados para as oitavas de final do Torneo Reducido e para a Copa Argentina |
| 14  | San Martín (SJ)         | 51  | 36 | 15 | 6  | 15 | 50 | 42 | +8  | Classificados para a Copa Argentina                                               |
| 15  | Chacarita Juniors       | 48  | 36 | 12 | 12 | 12 | 48 | 44 | +4  | Classificados para a Copa Argentina                                               |
| 16  | Ferro Carril Oeste      | 47  | 36 | 12 | 11 | 13 | 32 | 34 | −2  |                                                                                   |
| 17  | Deportivo Madryn        | 46  | 36 | 10 | 16 | 10 | 44 | 42 | +2  |                                                                                   |
| 18  | Atlanta                 | 46  | 36 | 11 | 13 | 12 | 33 | 32 | +1  |                                                                                   |
| 19  | Quilmes                 | 46  | 36 | 11 | 13 | 12 | 42 | 46 | −4  |                                                                                   |
| 20  | Deportivo Maipú         | 48  | 36 | 11 | 15 | 10 | 39 | 32 | +7  |                                                                                   |
| 21  | Mitre (SdE)             | 45  | 36 | 11 | 12 | 13 | 36 | 37 | −1  |                                                                                   |
| 22  | Brown                   | 44  | 36 | 11 | 11 | 14 | 39 | 39 | 0   |                                                                                   |
| 23  | Gimnasia y Esgrima (J)  | 44  | 36 | 11 | 11 | 14 | 38 | 50 | −12 |                                                                                   |
| 24  | Guillermo Brown         | 43  | 36 | 12 | 7  | 17 | 30 | 43 | −13 |                                                                                   |
| 25  | Almirante Brown         | 42  | 36 | 9  | 15 | 12 | 38 | 43 | −5  |                                                                                   |
| 26  | Temperley               | 41  | 36 | 9  | 14 | 13 | 34 | 41 | −7  |                                                                                   |
| 27  | Güemes (SdE)            | 39  | 36 | 8  | 15 | 13 | 28 | 35 | −7  |                                                                                   |
| 28  | San Telmo               | 39  | 36 | 9  | 12 | 15 | 36 | 52 | −16 |                                                                                   |
| 29  | Atlético de Rafaela     | 38  | 36 | 8  | 14 | 14 | 40 | 43 | −3  |                                                                                   |
| 30  | Agropecuario Argentino  | 38  | 36 | 7  | 17 | 12 | 25 | 30 | −5  |                                                                                   |
| 31  | Villa Dálmine           | 38  | 36 | 7  | 17 | 12 | 36 | 48 | −12 |                                                                                   |
| 32  | Alvarado                | 37  | 36 | 8  | 13 | 15 | 31 | 46 | −15 |                                                                                   |
| 33  | Tristán Suárez          | 35  | 36 | 7  | 14 | 15 | 37 | 44 | −7  |                                                                                   |
| 34  | Nueva Chicago           | 32  | 36 | 6  | 14 | 16 | 33 | 48 | −15 |                                                                                   |
| 35  | Flandria                | 31  | 36 | 6  | 13 | 17 | 30 | 49 | −19 |                                                                                   |
| 36  | Santamarina             | 29  | 36 | 6  | 11 | 19 | 29 | 58 | −29 | Rebaixado para o Torneo Federal A                                                 |
| 37  | Sacachispas             | 27  | 36 | 3  | 18 | 15 | 21 | 41 | −20 | Rebaixado para a Primera B Metropolitana                                          |

### Resultados
| Mandante \ Visitante    | AGA | ALL | ALM | CAB | ALV | ATL | ATR | BEL | BRO | CHA | CFE | DBE | DEM | DMA | DMO | DRI | EBA | ERC | FCO | FLA | GEJ | GEM | GÜE | GBR | IND | INS | MIT | NCH | QUI | SAC | SMA | SMT | STE | SAN | TEM | TRI | VDA |
| ----------------------- | --- | --- | --- | --- | --- | --- | --- | --- | --- | --- | --- | --- | --- | --- | --- | --- | --- | --- | --- | --- | --- | --- | --- | --- | --- | --- | --- | --- | --- | --- | --- | --- | --- | --- | --- | --- | --- |
| Agropecuario Argentino  | —   | —   | 2–2 | 1–1 | —   | 1–0 | —   | 0–1 | 1–1 | —   | 0–0 | —   | —   | 2–0 | 0–0 | —   | —   | 0–1 | —   | 0–0 | —   | 0–1 | 2–0 | 1–1 | 2–1 | 2–0 | 2–0 | —   | —   | —   | —   | 1–1 | —   | 1–2 | —   | —   | —   |
| All Boys                | 0–0 | —   | —   | —   | 3–1 | 1–0 | —   | —   | 1–0 | —   | 2–2 | —   | 1–1 | —   | —   | 1–1 | —   | —   | 3–1 | —   | 2–0 | 1–1 | —   | 1–0 | —   | —   | —   | 3–0 | 3–1 | 2–1 | —   | 2–2 | —   | 1–0 | 2–0 | —   | 2–2 |
| Almagro                 | —   | 0–0 | —   | —   | 1–0 | —   | 3–1 | —   | —   | 1–3 | —   | 0–1 | 1–1 | 1–0 | —   | 0–1 | 1–1 | —   | —   | —   | 2–0 | —   | —   | —   | 1–0 | 0–1 | 2–1 | —   | —   | —   | 1–0 | —   | 2–1 | —   | 1–1 | 1–0 | 1–0 |
| Almirante Brown         | —   | 2–2 | 0–0 | —   | —   | —   | 1–0 | —   | —   | 4–2 | —   | 2–3 | —   | 2–1 | 1–1 | 1–1 | 1–0 | 2–2 | —   | 0–1 | —   | —   | —   | —   | 2–0 | 0–1 | 2–0 | —   | —   | —   | 1–0 | —   | 1–1 | —   | —   | 2–2 | 2–2 |
| Alvarado                | 0–0 | —   | —   | 0–2 | —   | 3–1 | —   | 0–1 | 1–2 | —   | 0–3 | —   | —   | —   | 0–1 | —   | —   | 0–1 | 1–1 | 2–2 | —   | 0–0 | 2–1 | 1–0 | —   | —   | —   | 0–0 | 3–0 | 1–1 | —   | 3–1 | —   | 3–0 | —   | —   | —   |
| Atlanta                 | —   | —   | 1–1 | 1–1 | —   | —   | 0–0 | 1–1 | —   | 1–1 | 3–1 | 0–2 | —   | 0–0 | 1–1 | —   | 1–0 | 0–0 | —   | 3–1 | —   | 4–1 | 3–1 | —   | 0–2 | 0–0 | 0–1 | —   | —   | —   | —   | —   | —   | —   | —   | 1–0 | —   |
| Atlético de Rafaela     | 2–2 | 4–1 | —   | —   | 4–0 | —   | —   | —   | 1–0 | —   | —   | —   | 1–1 | —   | —   | 0–2 | 1–2 | —   | 0–1 | —   | 3–0 | —   | —   | 4–1 | —   | —   | —   | 1–1 | 1–2 | 1–1 | 3–0 | 1–1 | 2–1 | —   | 1–0 | —   | 1–1 |
| Belgrano                | —   | 2–1 | 2–1 | 1–0 | —   | —   | 1–0 | —   | —   | 3–0 | —   | 3–0 | —   | 1–0 | 1–0 | 2–1 | 2–1 | 0–0 | —   | 2–0 | —   | —   | —   | —   | 1–1 | 1–0 | 1–3 | —   | —   | —   | 2–0 | —   | 3–1 | —   | —   | 4–1 | —   |
| Brown                   | —   | —   | 3–0 | 0–0 | —   | 1–2 | —   | 2–3 | —   | —   | 1–2 | 0–0 | —   | 1–2 | 1–0 | —   | —   | 1–1 | —   | 3–0 | —   | 1–2 | 1–1 | 2–0 | 1–1 | 2–1 | 0–3 | —   | —   | —   | —   | —   | —   | 0–1 | —   | 1–0 | —   |
| Chacarita Juniors       | 1–1 | 2–0 | —   | —   | 5–0 | —   | 3–1 | —   | 2–1 | —   | —   | —   | 0–2 | —   | —   | 1–1 | 0–1 | —   | 1–1 | —   | 0–0 | —   | —   | —   | —   | —   | —   | 3–1 | 2–2 | 0–1 | 1–1 | 0–0 | 4–1 | —   | 2–2 | —   | 0–0 |
| Chaco For Ever          | —   | —   | 0–1 | 0–0 | —   | —   | 1–0 | 3–1 | —   | 2–0 | —   | 1–0 | —   | 2–2 | 1–0 | —   | 0–0 | 3–0 | —   | 2–2 | —   | 1–0 | 0–0 | —   | 1–1 | 1–2 | 1–0 | —   | —   | —   | 2–1 | —   | —   | —   | —   | 1–0 | —   |
| Defensores de Belgrano  | 0–0 | 1–1 | —   | —   | 2–1 | —   | 1–1 | —   | —   | 2–0 | —   | —   | 1–2 | —   | —   | 1–0 | 1–0 | —   | 2–2 | —   | 1–2 | —   | —   | —   | —   | —   | —   | 1–1 | 1–0 | 1–1 | 2–0 | 0–0 | 0–0 | —   | 0–2 | —   | 0–0 |
| Deportivo Madryn        | 1–0 | —   | —   | 2–0 | 1–1 | 4–1 | —   | 1–1 | 1–1 | —   | 3–2 | —   | —   | —   | 0–1 | —   | —   | —   | 1–3 | 3–2 | —   | 2–0 | 0–1 | 0–1 | —   | —   | —   | 1–0 | 1–1 | 2–0 | —   | 1–2 | —   | 1–1 | —   | —   | —   |
| Deportivo Maipú         | —   | 1–1 | —   | —   | 0–1 | —   | 0–0 | —   | —   | 1–1 | —   | 3–1 | 2–2 | —   | —   | 2–2 | 0–1 | —   | —   | —   | 3–0 | —   | —   | —   | 1–1 | 1–1 | 1–0 | 1–0 | —   | —   | 2–2 | —   | 2–0 | —   | 2–1 | 1–1 | 4–0 |
| Deportivo Morón         | —   | 0–0 | 3–0 | —   | —   | —   | 2–0 | —   | —   | 0–1 | —   | 1–1 | —   | 1–0 | —   | 1–1 | 0–1 | 2–2 | —   | —   | 1–1 | —   | —   | —   | 1–1 | 1–0 | 1–0 | —   | —   | —   | 0–0 | —   | 3–1 | —   | 1–1 | 0–0 | 1–0 |
| Deportivo Riestra       | 1–0 | —   | —   | —   | 3–0 | 1–0 | —   | —   | 1–0 | —   | 1–1 | —   | 0–0 | —   | —   | —   | —   | —   | 1–0 | —   | 0–4 | 0–0 | 1–0 | 1–1 | —   | —   | —   | 3–0 | 1–1 | 2–0 | —   | 0–0 | —   | 2–0 | 1–2 | —   | 1–1 |
| Estudiantes (BA)        | 2–0 | 2–0 | —   | —   | 2–0 | —   | —   | —   | 1–0 | —   | —   | —   | 0–0 | —   | —   | 0–0 | —   | —   | 1–2 | —   | 1–0 | —   | —   | 3–2 | —   | —   | —   | 1–0 | 2–1 | 1–1 | 1–0 | 0–0 | 2–0 | 1–0 | 0–0 | —   | 2–2 |
| Estudiantes (RC)        | —   | 1–1 | 1–0 | —   | —   | —   | 0–0 | —   | —   | 2–0 | —   | 0–2 | 1–1 | 0–1 | —   | 2–0 | 2–1 | —   | —   | —   | 3–1 | —   | —   | —   | 4–1 | 1–1 | 0–0 | —   | —   | —   | 3–1 | —   | 2–1 | —   | 0–0 | 1–1 | 4–1 |
| Ferro Carril Oeste      | 2–2 | —   | 2–0 | 1–0 | —   | 1–0 | —   | 2–0 | 0–1 | —   | 0–0 | —   | —   | 0–1 | 1–2 | —   | —   | 0–0 | —   | 1–2 | —   | 0–0 | 1–0 | 1–0 | 0–0 | —   | —   | —   | —   | 1–1 | —   | 1–4 | —   | 1–0 | —   | —   | —   |
| Flandria                | —   | 0–1 | 0–3 | —   | —   | —   | 2–1 | —   | —   | 1–2 | —   | 1–1 | —   | 1–1 | 0–0 | 0–0 | 1–2 | 0–1 | —   | —   | 0–0 | —   | —   | —   | 0–1 | 0–4 | 0–0 | —   | —   | —   | 4–0 | —   | 3–3 | —   | —   | 0–1 | 3–1 |
| Gimnasia y Esgrima (J)  | 1–0 | —   | —   | 3–0 | 3–2 | 1–1 | —   | 1–0 | 3–3 | —   | 1–1 | —   | 0–0 | —   | —   | —   | —   | —   | 0–1 | —   | —   | 0–3 | 0–2 | 3–1 | —   | —   | —   | 2–0 | 3–1 | 1–1 | —   | 1–1 | —   | 1–0 | 3–0 | —   | —   |
| Gimnasia y Esgrima (M)  | —   | —   | 1–0 | 1–0 | —   | —   | 1–1 | 0–1 | —   | 2–1 | —   | 0–1 | —   | 1–1 | 1–0 | —   | 1–0 | 2–0 | —   | 2–1 | —   | —   | 1–1 | —   | 2–0 | 2–0 | 3–0 | —   | —   | —   | 0–1 | —   | 3–0 | —   | —   | 0–0 | —   |
| Güemes (SdE)            | —   | 0–2 | 1–2 | 2–1 | —   | —   | 1–1 | 0–1 | —   | 0–1 | —   | 0–0 | —   | 2–1 | 0–0 | —   | 1–1 | 2–0 | —   | 0–0 | —   | —   | —   | —   | 0–0 | 1–1 | 1–1 | —   | —   | —   | 1–1 | —   | 0–1 | —   | —   | 0–0 | —   |
| Guillermo Brown         | —   | —   | 0–1 | 3–1 | —   | 1–0 | —   | 0–1 | —   | 0–0 | 1–0 | 0–3 | —   | 0–1 | 0–0 | —   | —   | 0–1 | —   | 1–0 | —   | 0–1 | 1–1 | —   | 3–2 | 2–0 | 2–1 | —   | —   | —   | —   | —   | —   | 1–0 | —   | 1–0 | —   |
| Independiente Rivadavia | —   | 1–1 | —   | —   | 1–0 | —   | 1–0 | —   | —   | 2–3 | —   | 3–1 | 3–0 | —   | —   | 2–0 | 2–0 | —   | —   | —   | 3–1 | —   | —   | —   | —   | 1–2 | 1–0 | 1–0 | 1–0 | —   | 0–0 | —   | 4–0 | —   | 1–1 | 2–1 | 0–0 |
| Instituto               | —   | 2–0 | —   | —   | 0–0 | —   | 0–0 | —   | —   | 2–0 | —   | 2–1 | 3–1 | —   | —   | 1–1 | 1–0 | —   | 3–2 | —   | 4–0 | —   | —   | —   | —   | —   | —   | 2–1 | 0–0 | 1–0 | 2–1 | —   | 2–0 | —   | 1–0 | 3–0 | 0–0 |
| Mitre (SdE)             | —   | 1–0 | —   | —   | 0–0 | —   | 2–2 | —   | —   | 0–3 | —   | 0–0 | 1–0 | —   | —   | 1–1 | 2–0 | —   | 1–1 | —   | 2–0 | —   | —   | —   | —   | 1–1 | —   | 0–0 | 1–3 | —   | 0–1 | —   | 2–1 | —   | 1–2 | 2–1 | 3–2 |
| Nueva Chicago           | 1–0 | —   | 2–3 | 2–2 | —   | 1–0 | —   | 0–1 | 0–0 | —   | 1–0 | —   | —   | —   | 1–1 | —   | —   | 0–0 | 0–1 | 0–1 | —   | 1–1 | 0–2 | 2–2 | —   | —   | —   | —   | 2–1 | 1–1 | —   | 0–0 | —   | 4–0 | —   | —   | —   |
| Quilmes                 | 1–1 | —   | 1–1 | 2–0 | —   | 1–3 | —   | 0–0 | 1–1 | —   | 2–0 | —   | —   | 1–0 | 2–1 | —   | —   | 1–1 | 2–1 | 1–0 | —   | 0–0 | 0–2 | 1–0 | —   | —   | —   | —   | —   | 1–1 | —   | 2–2 | —   | 2–0 | —   | —   | —   |
| Sacachispas             | 0–0 | —   | 0–1 | 0–1 | —   | 0–0 | —   | 1–1 | 1–2 | —   | 0–1 | —   | —   | 1–1 | 0–2 | —   | —   | 0–1 | —   | 1–1 | —   | 0–0 | 0–2 | 0–0 | 3–1 | —   | 1–1 | —   | —   | —   | —   | 0–2 | —   | 2–1 | —   | —   | —   |
| San Martín (SJ)         | 3–0 | 0–1 | —   | —   | 0–0 | 0–1 | —   | —   | 3–2 | —   | —   | —   | 3–2 | —   | —   | 0–1 | —   | —   | 1–0 | —   | 3–0 | —   | —   | 4–1 | —   | —   | —   | 3–1 | 2–1 | 5–0 | —   | 0–2 | 2–1 | 4–0 | 4–1 | —   | 4–0 |
| San Martín (T)          | —   | —   | 2–0 | 2–0 | —   | 0–0 | —   | 1–0 | 2–1 | —   | 0–0 | —   | —   | 1–0 | 0–0 | —   | —   | 2–0 | —   | 3–0 | —   | 0–0 | 4–0 | 1–0 | 2–0 | 0–0 | 0–4 | —   | —   | —   | —   | —   | —   | 4–0 | —   | 1–0 | —   |
| San Telmo               | 0–0 | 1–1 | —   | —   | 0–1 | 1–0 | —   | —   | 1–1 | —   | 1–1 | —   | 2–1 | —   | —   | 0–0 | —   | —   | 2–0 | —   | 0–0 | —   | —   | 4–1 | —   | —   | —   | 1–1 | 3–2 | 0–0 | —   | 1–0 | —   | 1–1 | 3–1 | —   | 0–4 |
| Santamarina             | —   | —   | 0–0 | 2–2 | —   | 1–2 | 3–1 | 0–1 | —   | 2–1 | 2–2 | 1–1 | —   | 0–0 | 1–2 | —   | —   | 1–1 | —   | 1–1 | —   | 0–2 | 4–2 | —   | 0–3 | 0–4 | 1–1 | —   | —   | —   | —   | —   | —   | —   | —   | 0–0 | —   |
| Temperley               | 2–0 | —   | —   | 1–1 | 0–0 | 0–2 | —   | 1–1 | 0–1 | —   | 0–0 | —   | 1–1 | —   | —   | —   | —   | —   | 1–0 | 2–0 | —   | 1–1 | 1–0 | 0–1 | —   | —   | —   | 2–2 | 2–3 | 1–0 | —   | 1–2 | —   | 3–1 | —   | —   | —   |
| Tristán Suárez          | 0–0 | 0–1 | —   | —   | 3–3 | —   | 4–0 | —   | —   | 3–2 | —   | 0–2 | 1–1 | —   | —   | 1–1 | 2–0 | —   | 0–0 | —   | 2–2 | —   | —   | —   | —   | —   | —   | 3–4 | 2–2 | 2–1 | 3–0 | —   | 0–2 | —   | 2–1 | —   | 1–1 |
| Villa Dálmine           | 1–0 | —   | —   | —   | 1–1 | 0–0 | —   | 0–1 | 0–1 | —   | 0–0 | —   | 3–3 | —   | —   | —   | —   | —   | 1–0 | —   | 3–0 | 1–5 | 0–0 | 1–2 | —   | —   | —   | 4–3 | 2–0 | 0–0 | —   | 2–0 | —   | 0–3 | 0–0 | —   | —   |

## TorneioReducido
- Os play-offs pelo segundo acesso contaram com a participação de doze clubes: do segundo ao décimo terceiro colocado na classificação final da temporada regular;
- O segundo colocado fez sua estreia na semifinal do "mata-mata", o terceiro lugar avançou diretamente para as quartas de final, e os demais (do quarto ao décimo terceiro colocado) deram o pontapé inicial nas oitavas de final;
- Nas oitavas de final (cinco jogos) e quartas de final (três jogos) os chaveamentos foram disputados em um único jogo e o mando de campo foi do clube com a melhor campanha na temporada: em caso de empate ao final do tempo regulamentar, o clube com melhor campanha avançou;
- A semifinal e a final foram disputadas em jogos de ida e volta, e a equipe de melhor campanha teve direito ao mando de campo na partida de volta: em caso de igualdade em pontos e no saldo de gols, o clube com a melhor campanha foi considerado o vencedor.
- O vencedor da final foi promovido à Liga Profissional ("Primera División").[2][4]

### Oitavas de final
| Chave | Equipe 1               | Resultado | Equipe 2                | Ida | Volta | Referência |
| ----- | ---------------------- | --------- | ----------------------- | --- | ----- | ---------- |
| O–1   | Gimnasia y Esgrima (M) | 1–1       | Deportivo Morón         | ―   | ―     | TyC        |
| O–2   | All Boys               | 0–2       | Defensores de Belgrano  | ―   | ―     | TyC        |
| O–3   | Estudiantes (RC)       | 1–0       | Deportivo Riestra       | ―   | ―     | TyC        |
| O–4   | Estudiantes (BA)       | 3–0       | Chaco For Ever          | ―   | ―     | TyC        |
| O–5   | Almagro                | 1–2       | Independiente Rivadavia | ―   | ―     | TyC        |

### Quartas de final
| Chave | Equipe 1               | Resultado | Equipe 2                | Ida | Volta | Referência |
| ----- | ---------------------- | --------- | ----------------------- | --- | ----- | ---------- |
| C–1   | San Martín (T)         | 0–3       | Defensores de Belgrano  | ―   | ―     | TyC        |
| C–2   | Gimnasia y Esgrima (M) | 1–0       | Independiente Rivadavia | ―   | ―     | TyC        |
| C–3   | Estudiantes (RC)       | 0–1       | Estudiantes (BA)        | ―   | ―     | TyC        |

### Semifinal
| Chave | Equipe 1               | Resultado | Equipe 2               | Ida | Volta | Referência |
| ----- | ---------------------- | --------- | ---------------------- | --- | ----- | ---------- |
| C–1   | Instituto              | 2–0       | Defensores de Belgrano | 0–0 | 2–0   | TyC, TyC   |
| C–2   | Gimnasia y Esgrima (M) | 0–2       | Estudiantes (BA)       | 0–1 | 0–1   | TyC, TyC   |

### Final
| Chave | Equipe 1  | Resultado | Equipe 2         | Ida | Volta | Referência |
| ----- | --------- | --------- | ---------------- | --- | ----- | ---------- |
| ―     | Instituto | 1–1       | Estudiantes (BA) | 0–0 | 1–1   | TyC, TyC   |

## Premiação
| Primera Nacional 2022        |
| ---------------------------- |
| Belgrano Campeão (1º título) |